# Coupe d'Arménie de football 2018-2019
Navigation
Coupe d'Arménie 2017-2018 Coupe d'Arménie 2019-2020
La Coupe d'Arménie 2018-2019 est la 28e édition de la Coupe d'Arménie depuis l'indépendance du pays. Elle prend place entre le 19 septembre 2018 et le 8 mai 2019.
Un total de 12 équipes participe à la compétition, cela inclut les neuf clubs de la première division 2018-2019 auxquels s'ajoutent trois équipes du deuxième échelon.
La compétition est remportée par l'Alashkert FC qui s'impose contre le Lori FC à l'issue de la finale pour gagner sa première coupe nationale. Cette victoire permet à l'Alashkert de se qualifier pour la Ligue Europa 2019-2020 ainsi que pour l'édition 2019 de la Supercoupe d'Arménie.

## Premier tour
Les matchs aller sont disputés les 19 et 20 septembre 2018, et les matchs retour les 3 et 4 octobre suivants. Cette phase ne concerne que huit des douze clubs participants, incluant les trois équipes de la deuxième division.
| Équipe 1               | Score | Équipe 2           | Aller | Retour |
| ---------------------- | ----- | ------------------ | ----- | ------ |
| Lokomotiv Erevan (D2)  | 2 - 4 | (D1) Ararat Erevan | 1 - 1 | 1 - 3  |
| Junior Sevan (en) (D2) | 2 - 5 | (D1) Lori FC       | 2 - 3 | 2 - 2  |
| FC Erevan (D2)         | 1 - 9 | (D1) Alashkert FC  | 1 - 4 | 0 - 5  |
| Artsakh FC (D1)        | 3 - 1 | (D1) Shirak FC     | 0 - 0 | 3 - 1  |

## Quarts de finale
Les matchs aller sont disputés le 24 octobre 2018, et les matchs retour les 7 et 8 novembre suivants.
| Équipe 1               | Score | Équipe 2             | Aller | Retour |
| ---------------------- | ----- | -------------------- | ----- | ------ |
| Banants Erevan (D1)    | 4 - 1 | (D1) Ararat Erevan   | 3 - 1 | 1 - 0  |
| Pyunik Erevan (D1)     | 3 - 5 | (D1) Lori FC         | 0 - 2 | 1 - 1  |
| FC Ararat-Armenia (D1) | 2 - 1 | (D1) Gandzasar Kapan | 1 - 1 | 1 - 0  |
| Artsakh FC (D1)        | 1 - 3 | (D1) Alashkert FC    | 1 - 2 | 0 - 1  |

## Demi-finales
Les matchs aller sont disputées le 3 avril 2019, et les matchs retour une vingtaine de jours plus tard le 22 avril.
| Équipe 1               | Score  | Équipe 2          | Aller | Retour        |
| ---------------------- | ------ | ----------------- | ----- | ------------- |
| FC Ararat-Armenia (D1) | 2 - 2E | (D1) Alashkert FC | 2 - 2 | 0 - 0         |
| Banants Erevan (D1)    | 0 - 3  | (D1) Lori FC      | 0 - 0 | 0 - 3 Forfait |

1. ↑  Le Lori FC est déclaré vainqueur par forfait lorsque le propriétaire du Banants refuse de disputer le match retour en raison de la nomination de Gevorg Yeghoyan comme arbitre de la rencontre[1].

## Finale
La finale de cette édition oppose l'Alashkert FC au Lori FC. Il s'agît pour le premier de sa deuxième finale, ayant été battu à ce stade par le Gandzasar Kapan lors de l'édition précédente, tandis que le Lori dispute la première finale de son histoire.
La rencontre est disputée le 8 mai 2019 au stade Banants d'Erevan sous l'égide d'un corps arbitral dirigé par l'Espagnol Alberto Undiano Mallenco. Il faut attendre la 65e minute pour voir le seul et unique but de la rencontre être inscrit lorsqu'Ubong Friday marque contre son camp et offre la victoire à Alashkert, qui remporte ainsi sa première coupe nationale.
| ·                        |
| Entraîneur :             |
| Abraham Khashmanyan (en) |

| ·                |
| Entraîneur :     |
| Artur Petrossian |

| ·                        |
| Entraîneur :             |
| Abraham Khashmanyan (en) |

| ·                |
| Entraîneur :     |
| Artur Petrossian |